# Der tote Zeuge
Der tote Zeuge ist ein US-amerikanisches Agentenfilm aus dem Jahr 1952 von Lewis Seiler mit Cornel Wilde und Steve Cochran in den Hauptrollen. Der Film wurde von Warner Bros. produziert und basiert auf einer Erzählung von Alvin Josephy und John Twist.

## Handlung
Drei Männer reisen zu einem Treffen der französischen Geheimpolizei nach Paris: Marcel Brevoort, ein Geschäftsmann und ehemaliger Widerstandskämpfer, Herr Bauer, ein ehemaliger Gestapo-Agent, der während des Zweiten Weltkriegs in Schweinfurt stationiert war und Mr. Robbins vom britischen Außenministerium. Sie sollen den Mord an dem Widerstandskämpfer Armand Dupree untersuchen, der in den letzten Tagen des Zweiten Weltkriegs stattfand. Brevoort glaubt, dass er von einem Amerikaner namens Peter Forrester getötet wurde, der wahrscheinlich inzwischen tot ist. Nachdem mehrere Personen im Anhörungsraum bestätigt haben, dass Forrester ein Meister der Sprachen war, erzählt Brevoort dem Ausschuss, wie er Forrester beim Kampf gegen die Deutschen während der Invasion von Paris kennengelernt hat.
Am 16. Juni 1940 wird Brevoort und den anderen Kämpfern befohlen, sich zu ergeben, aber Forrester und Latrec, zwei Soldaten des Auswärtigen Dienstes, die im selben verlassenen Gebäude wie Brevoort kämpfen, weigern sich, mit dem Schießen aufzuhören, bis Brevoorts Hauptmann sie mit vorgehaltener Waffe dazu zwingt. Nachdem sich die Gruppe ergeben hat, werden sie entweder in Arbeits- und Gefangenenlager oder zum Erschießungskommando geschickt. Zurück im Anhörungsraum behauptet Brevoort, er habe Forrester und Latrec danach aus den Augen verloren. Er glaubt, Latrec sei schon lange tot und ist überrascht, als der Mann, inzwischen Major im Auswärtigen Dienst, in den Verhandlungssaal gebracht wird und die Geschichte von Forrester fortsetzt. 
Nach ihrer Kapitulation im Jahr 1940 werden Latrec und Forrester in ein Gefangenenlager gebracht. Sie fliehen getrennt, werden aber später in einem Versteck einer Guerillatruppe in Marseille wiedervereint. Als Forrester, ein ehemaliger Marine, hört, dass die Amerikaner in den Krieg eingetreten sind, verlässt er das Versteck, um sich nach England durchzuschlagen und sich der US-Armee anzuschließen. Zurück im Verhandlungssaal kann Mr. Robbins die Geschichte von Forrester dort fortsetzen, wo Latrec aufgehört hat. Nachdem das Außenministerium Forrester 1943 in London gefunden hat, verhört Robbins ihn. Während er den vielsprachigen Forrester wegen seiner ungewöhnlichen Karriere schikaniert, die aus dem Durchfallen im College, dem Eintritt in die Marines und den Auswärtigen Dienst und der Veröffentlichung von Groschenromanen besteht, bestätigt Robbins diskret, dass Forrester über ein ausgezeichnetes Gedächtnis und Beobachtungsgabe verfügt. Anschließend empfiehlt er Forrester Major Dawson von den Marines für eine spezielle Undercover-Operation namens „Danger Forward“.
Nach einer Einweisung werden Forrester und zwei andere, Mike Duncan und Zabreski, nach Deutschland geflogen und in der Nähe von Schweinfurt abgesetzt, mit dem Auftrag, die Folgen der alliierten Bombardierung der dortigen Rüstungsfabriken zu beobachten. Obwohl Zabreski beim Fallschirmabsprung getötet wird, machen Duncan und Forrester weiter. Um ihren Bericht zu erstatten, stören sie zu einer bestimmten Zeit die Radioübertragung eines deutschen Musikprogramms, ein Code, der die wartenden Alliierten in England darauf aufmerksam macht, dass der Angriff erfolgreich war. In der Zwischenzeit entdecken die Nazis die Fallschirme und Zabreskis Leiche und leiten eine Suche nach den alliierten Spionen ein. Duncan wird gefangen genommen, aber Forrester entkommt mit Hilfe einer Nonne, Schwester Maria Corbet. Mit Forrester als Priester verkleidet machen sie sich auf den Weg nach Frankreich, wo Maria offenbart, dass sie keine Nonne, sondern ein Mitglied des Widerstandes ist. An Forresters Treffpunkt wartet Latrec mit neuen Anweisungen auf ihn. Er soll sich mit einem Widerstandskämpfer namens „The Torch“ in Verbindung zu setzen, von dem sie später herausfinden, dass es sich um Brevoort handelt. Unter Brevoorts Befehl wird Filmmaterial neuer geheimer Nazi-Flugzeugwaffen gestohlen, wobei Latrec von den anderen getrennt wird. Brevoort befiehlt, ihn zurückzulassen. Zurück im Anhörungsraum sagt Latrec, er sei gefangen genommen worden und habe sie nicht wiedergesehen. Die Anhörung wird mit der Einberufung einer weiteren Zeugin, Maria, fortgesetzt, die die Geschichte weiter erzählt. 
Nachdem die Widerstandskämpfer im Versteck entdeckt haben, dass der Film Pläne von technologisch hochentwickelten Flugzeugen enthält, bereiten sie sich darauf vor, ihn an ein alliiertes U-Boot zu übergeben. Brevoort gibt zu, dass er Kommunist ist, und nimmt den Film für die Russen, aber Capitaine Dupree, widersetzt sich ihm, weil er gegen den Willen der Gruppe handelt. Brevoort erschießt Dupree und verschwindet mit dem Film. Während Maria und ein anderer Widerständler zum Strand gehen, um dem U-Boot ein Signal zu geben, verfolgt Forrester Brevoort. Obwohl Nazis ihre Pläne durchkreuzen, bekommt Forrester den Film von dem verletzten Brevoort. Kurz bevor sie von den Nazis gefangen genommen wird, sieht Maria, wie Forrester auf das U-Boot zuläuft, was ein vergeblicher Versuch zu sein scheint, den Film zu übergeben. Zurück in der Gegenwart beschuldigt Maria Brevoort, dafür gesorgt zu haben, dass sie noch lange nach Kriegsende inhaftiert bleibt. Andere im Raum beschuldigen ihn, mehrere Attentate für die Russen geplant zu haben. Brevoort bestreitet die Vorwürfe und fordert sie auf, Beweise vorzulegen. Als Reaktion darauf wird Forrester in den Raum gebracht. Brevoort wird informiert, dass sie mit Forresters Aussage genügend Beweise haben, um ihn wegen des Mordes an Armand vor Gericht zu stellen. Wenn er gehängt wird, wird er für alle anderen hängen, die er getötet hat.

## Hintergrund
Gedreht wurde der Film von Anfang März bis Ende April 1952 in den Warner-Studios in Burbank.
Es wurde berichtet, dass die Filmgeschichte von Alvin Josephy und John Twist von den Kriegserinnerungen von  Lieutenant Colonel Peter Ortiz inspiriert sei. 
Im Film wurden Aufnahmen der deutschen Fernmeldeeinheit vom ersten Düsenjäger Messerschmitt Me 262 und den ersten V-1-Raketen verwendet.
Leo K. Kuter oblag die künstlerische Leitung. Musikalischer Direktor war Ray Heindorf, Sidney Cutner und Leo Shuken leiteten das Orchester.

## Veröffentlichung
Die Premiere des Films fand am 5. November 1952 in New York statt. In der Bundesrepublik Deutschland kam er am 25. September 1959 in die Kinos, in Österreich im Oktober 1959.

## Kritiken
A. H. Weiler von der The New York Times schrieb, der Film erzähle seine Geschichte energisch, aber mit wenig Wirkung. Die Auflösung der potentiellen Spannung kann der Tatsache zugeschrieben werden, dass die hier gezeigte selbstlose Tapferkeit schon früher im Film zu sehen war und mit größerer Wirkung. Die Geschichte engagierter Männer, die gefährliche Aufgaben wagen, beruhe zwar auf Tatsachen, die aber weitgehend abgedroschene Taten aus einer alten und nicht allzu spannenden Geschichte zu sein scheinen.
Kate Cameron lobte in der New York Daily News Lewis Seilers gekonnte Regie und Cornel Wildes effektive Darstellung.
Das Lexikon des internationalen Films schrieb: „Ein antikommunistisch gefärbter Spionagefilm von einer Naivität, wie sie wohl nur im Hollywood jener Jahre denkbar war.“